# Exyrias ferrarisi
 Exyrias ferrarisi es una especie de peces de la familia de los Gobiidae en el orden de los Perciformes.

## Morfología
- Los machos pueden llegar a alcanzar los 11 cm de longitud total.
- Número de vértebras: 26.[1][2]

## Hábitat
Es un pez de Es un pez de Mar y, de clima tropical y asociado a los arrecifes de coral.

## Distribución geográfica
Se encuentra en el Pacífico occidental: las Filipinas, Indonesia y Vanuatu.

## Observaciones
Es inofensivo para los humanos. 